# Přání Ježíškovi
Přání Ježíškovi je česká romantická komedie z roku 2021 režisérky Marty Ferencové. V hlavních rolích se objevili Richard Krajčo, Jaroslav Dušek, Eva Holubová, Veronika Khek Kubařová, Elizaveta Maximová, Anna Polívková, Hana Vagnerová, Matěj Hádek, Jiří Burian, Táňa Pauhofová a Michal Isteník.
Příběh filmu se odehrává během jednoho dne a propojují se v něm osudy různých postav. V popředí stojí rozkmotřená rodina, která se snaží usmířit. Film je inspirován filmem Láska nebeská (sami tvůrci se nechali slyšet, že jde o „českou Lásku nebeskou“).Film kromě toho vychází ze scénáře Marcina Baczyńského, autora polské romantické komedie Noc plná zázraků, která měla podobný námět.
Film se natáčel od listopadu 2020 do začátku ledna 2021, natáčení začalo v Brně, poslední klapka padla v Josefově Dole v Jizerských horách. Premiéra filmu v kinech proběhla 11. listopadu 2021.

## Obsazení
| Richard Krajčo         | Mikuláš                             |
| Jakub Barták           | David, Mikulášův syn                |
| Elizaveta Maximová     | Nela                                |
| Jiří Burian            | Tomáš, ředitel agentury             |
| Jaroslav Dušek         | Kristián, otec Tomáše               |
| Eva Holubová           | Kristiánova manželka a matka Tomáše |
| Hana Vagnerová         | Sylvie, Nelina kamarádka            |
| Jiří Langmajer         | Štěpán                              |
| Anna Polívková         | Karin, Štěpánova manželka           |
| Veronika Marková       | dcera Karin a Štěpána               |
| Arnošt Goldflam        | dědeček                             |
| Petr Vaněk             | Santa Claus                         |
| Veronika Khek Kubařová | Petra                               |
| Táňa Pauhofová         | Markéta, sestra Petry               |
| Matěj Hádek            | Vojtěch, Markétin manžel            |
| Valentýna Bečková      | Terezka, holčička z dětského domova |
| Nico Klimek            | Tonda                               |
| Michal Isteník         | policista                           |
| Irena Máchová          | Táňa                                |
| Jordan Haj             |                                     |
| Michal Bumbálek        |                                     |
| Milan Němec            |                                     |

## Recenze
- Mirka Spáčilová, IDNES.cz, 8. listopadu 2021, [6]
- Věra Míšková, Právo, 13. listopadu 2021, [7]